# Heilig Hartbeeld (Nijmegen)
Het Heilig Hartbeeld is een standbeeld in de Nederlandse plaats Nijmegen, in de provincie Gelderland.

## Achtergrond
In 1900 werd aan de Kraijenhofflaan in Nijmegen de H. Hartkerk in gebruik genomen. In 1944 raakte de kerk door oorlogshandelingen zwaar beschadigd, maar hij kon worden gerestaureerd. In september 1951 vierde pastoor A. Brenninkmeijer zijn zilveren professiefeest en hij kreeg van de parochianen een Heilig Hartbeeld aangeboden. Het beeld, gemaakt door Albert Meertens, werd op 22 juni 1952 op het voorplein van de kerk onthuld.
Door ontkerkelijking werd de kerk te groot. In 1970 werd het kerkgebouw verkocht aan een meubelzaak, het pand ging in 1977 in vlammen op. De parochie kocht van de Nederlands Hervormde Gemeente de Thomaskerk aan de Tweede Oude Heselaan, die werd omgedoopt tot H. Hartkerk. Het Hartbeeld verhuisde mee naar de nieuwe locatie. 

## Beschrijving
Het beeld toont een staande Christusfiguur, gekleed in gedrapeerd gewaad. Hij houdt zijn rechterhand zegenend opgeheven, zijn linkerhand wijst naar het vlammende Heilig Hart op zijn borst. Op de sokkel het opschrift 

IK ZAL
DE PLAATS
ZEGENEN
WAAR MEN
MIJ VEREERT

De sokkel werd later vervangen door een gemetseld bakstenen voetstuk.